# Michel Delebarre

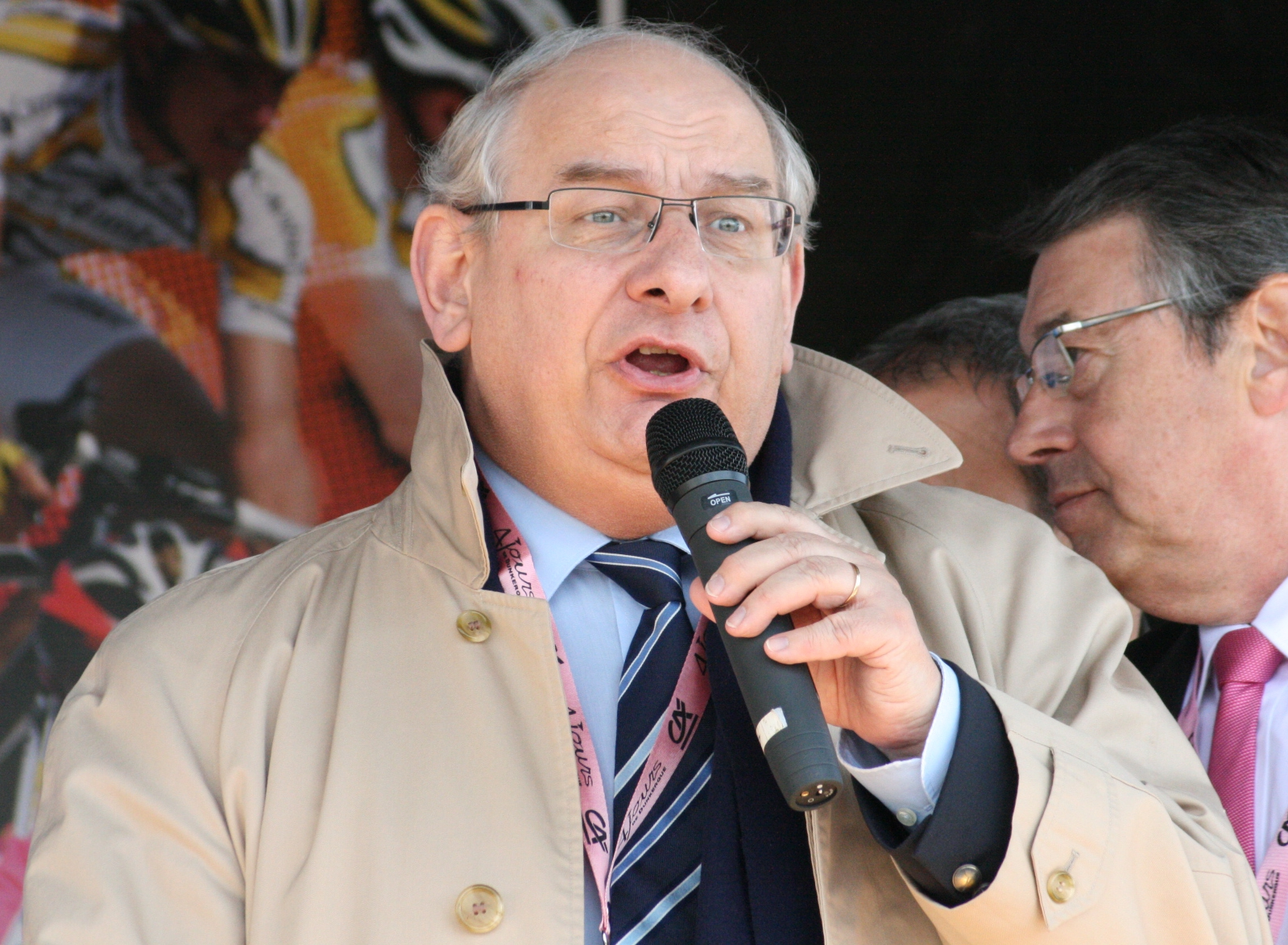
Michel Delebarre

Michel Delebarre (Belle, 27 april 1946 – Rijsel, 9 april 2022) was een Frans politicus voor de Parti socialiste. Hij was verschillende malen minister in een linkse regering. Tevens was hij volksvertegenwoordiger en senator. Hij was burgemeester van Duinkerke van 1989 tot 2014.
Delebarre overleed in april 2022 op 75-jarige leeftijd.

## Mandaten
| Periode    | Periode    | Mandaat                                                                   |
| ---------- | ---------- | ------------------------------------------------------------------------- |
| 19-7-1984  | 19-3-1986  | minister (Arbeid, Werkgelegenheid en Vorming)                             |
| 17-3-1986  | 22-3-1992  | ondervoorzitter van de regionale raad van Nord-Pas-de-Calais              |
| 2-4-1986   | 14-5-1988  | volksvertegenwoordiger                                                    |
| 13-5-1988  | 23-6-1988  | minister (Sociale zaken en Werkgelegenheid)                               |
| 13-6-1988  | 28-7-1988  | volksvertegenwoordiger                                                    |
| 29-6-1988  | 23-2-1989  | minister (Verkeer)                                                        |
| 23-2-1989  | 21-12-1990 | minister (Verkeer)                                                        |
| 20-3-1989  | 5-4-2014   | burgemeester van Duinkerke                                                |
| 22-12-1990 | 16-5-1991  | minister van Staat (Steden)                                               |
| 17-5-1991  | 2-4-1992   | minister van Staat (Steden)                                               |
| 23-3-1992  | 15-3-1998  | ondervoorzitter van de regionale raad van Nord-Pas-de-Calais              |
| 3-4-1992   | 29-3-1993  | minister van Staat (Openbaar ambt)                                        |
| 1-6-1997   | 1-7-1998   | volksvertegenwoordiger                                                    |
| 16-3-1998  | 25-1-2001  | voorzitter van de regionale raad van Nord-Pas-de-Calais                   |
| 19-6-2002  | 25-9-2011  | volksvertegenwoordiger                                                    |
| 2-2006     | 6-2-2008   | Voorzitter van het Comité van de Regio's van de Europese Unie             |
| 6-2-2008   | 11-2-2010  | Eerste ondervoorzitter van het Comité van de Regio's van de Europese Unie |